# Jean Baudouin (professeur)
Pour les articles homonymes, voir Jean Baudouin et Baudouin.
Jean Baudouin, né à Angers le 19 janvier 1944, est un professeur émérite des universités, agrégé en science politique (1981)  enseignant-chercheur notamment à l'université de Rennes I (de 1968 à 2013) et à l'Institut d'études politiques de Paris et de Rennes. 
Il fut également vice doyen chargé des relations internationales..

## Carrière
Il a créé et dirigé le laboratoire CERAD (Centre de recherche autour de la démocratie). Il a été directeur du Master 2 science politique, à la faculté de droit et de science politique de Rennes I. Il a été vice-doyen chargé des relations internationales à la faculté de droit et science politique de Rennes et responsable Erasmus.  
Il est membre de l'IDSP  de Rennes . 
Il fut, en 2007, le président du jury d'agrégation du supérieur en science politique. 
Depuis 2013, il enseigne la théorie de la démocratie et les modèles de laïcité en Europe à ESPOL à Lille, Il enseigne également la sociologie à l'ICES, à la Roche-sur-Yon. Il assura un enseignement régulier durant 15 années  à l'université de BRNO (République Tchèque) dans le cadre de l'IPAG de Rennes (la notion de l'Etat de droit et l'Histoire de la construction européenne); assura également des cours à l'Université Lomonossov à MOSCOU (URSS). 
Assura des conférences à l'Université de ALMATY au Kazakhstan, des conférences en matière de Philosophie Politique (spécialement Hanna harendt) a l'université de REKJAVIK en Islande ainsi que des conférences sur les institutions et vie Politique française et la Philosophie Politique contemporaine  en Pologne, à BIALISTOCK et POZNAN. Egalement  Conférences à l'Université de Charlottesville en VIRGINIE (USA). 
Ses travaux ont débuté par des études sur le Parti communiste français et la rédaction d'une thèse intitulée Le PCF ou le socialisme aux couleurs de la France 1968-1978 (bibliothèques universitaires).
En 1989, il fait paraître un Que sais-je ? sur le philosophe Karl Popper aux Presses universitaires de France, , qui est réédité par la suite en 1995.

## Œuvres
Il est l'auteur de nombreux travaux, ouvrages pédagogiques et publications (philosophie politique, science politique). Il est, notamment, l'auteur de :
- Mort ou déclin du marxisme (Éd. Montchrétien, 1991)[5]
- Karl Popper, Presses universitaires de France, coll. « Que sais-je ? », 1989, 1995)
- La philosophie politique de Karl Popper (PUF « Questions », 1994)
- La télévision, un danger pour la démocratie de Karl Popper, John Condry et Jean Baudouin
- Les idées politiques contemporaines aux Presses universitaires de Rennes, 2002

- Avec Philippe Portier, il a dirigé : La laïcité une valeur d’aujourd’hui ? Contestations et renégociations du modèle français[6], Rennes, 2001, 350 p.
- Le mouvement catholique français à l'épreuve de la pluralité (une militance éclatée) (Presses universitaires de Rennes, 2002)
- Avec F. Hourmant : Les Revues et la dynamique des ruptures (Presses universitaires de Rennes, collection Res Publica, 2007)
- Introduction à la science politique (Mémento chez Dalloz, 12e e éd. 2022)
- Introduction à la sociologie politique (Seuil, 1998, rééd. 2011)

- Pierre Bourdieu. Quand l'intelligence entrait enfin en politique ! [7], 2012, 200 p.

Il a été le préfacier de A la recherche d'un monde meilleur de Karl Popper, essai et conférences republiés en 2011 (Belles Lettres, coll. « Le Goût des Idées »).
Publication en 2017 aux Presses universitaires de Rennes de Mélanges sous la direction de B. Bruneteau, G. Chaton, P. Portier : L'Aventure Démocratique. Cheminement avec Jean Baudouin. 
Il est spécialiste en analyses électorales (tous médias, dont 15 années d'interventions à FR3 puis France 3 Bretagne et France 3 Ouest). En outre, ses domaines de recherche comprennent un large éventail de disciplines : étude des partis politiques, épistémologie, philosophie politique, religions, démocraties, politiques comparées.
Il a souvent été l'un des éditorialistes du quotidien "Ouest France".